# Михай I
Миха́й I (Михаил I ,рум. Mihai I; 25 октября 1921, Синая, Королевство Румыния — 5 декабря 2017, Обон, Швейцария) — король Румынии в 1927—1930 и повторно в 1940—1947 годах из династии Гогенцоллерн-Зигмаринген. Маршал Румынии (10 мая 1941).
Самый молодой и последний умерший кавалер ордена «Победа».
Уже на шестом году жизни стал королём после смерти своего деда. Над ним было установлено регентство, состоявшее из трёх человек. Но поддержка регентского совета стала снижаться после начала Великой депрессии. 8 июня 1930 года его отец, Кароль II, был почти единогласно провозглашён королём в парламенте. Михай снова вернулся на трон 6 сентября 1940 года в результате государственного переворота против Кароля II. Первые 4 года своего второго правления Михай был марионеткой премьер-министра Иона Антонеску, ставшего диктатором и принявшего титул «кондукэтор». В августе 1944 года по его приказу Антонеску был арестован (это событие известно как «переворот короля Михая»), тем самым Румыния была выведена из гитлеровской коалиции. После 1944 года был известен в СССР как «король-комсомолец», поскольку в 1944—1947 годах в Румынии правящей партией стала коммунистическая. Тем не менее 30 декабря 1947 года под угрозой применения силы Михай отрёкся от престола, а Румыния стала социалистической республикой. Находясь в эмиграции, бывший король жил в Швейцарии. Гражданство Румынии ему было возвращено только в 1997 году. Михай скончался 5 декабря 2017 года, после чего были устроены государственные похороны.

## Детство. Первое царствование
Единственный ребёнок кронпринца Кароля (будущего Кароля II) и принцессы Елены Греческой, внук Фердинанда I. Правнук великой княжны и королевы Греции Ольги Константиновны и правнук великой княжны Марии Александровны. Праправнук английской королевы Виктории по материнской и отцовской линии. Двоюродный племянник, по материнской линии, герцога Эдинбургского Филиппа (супруга королевы Елизаветы II — мать Михая была двоюродной сестрой Филиппа), и четвероюродный брат самой Елизаветы (и по матери, и по отцу).
В 1925 году принц Кароль отправился за границу со своей любовницей Еленой Лупеску и после этого скандала отрёкся от престолонаследия. Таким образом, 4-летний Михай стал наследником своего деда и, когда тот умер в июле 1927 года, в возрасте неполных шести лет вступил на престол.
До 1930 года царствовал под опекой регентов, в том числе и архиерея Мирона Кристя, но в том же году отец Михая, Кароль, вернулся в страну по приглашению политиков, недовольных регентством; он сместил сына и стал царствовать как Кароль II, а Михай стал его наследником с титулом «великий воевода Алба-Юлии». Кароль сосредоточил в своих руках большую власть, но его диктатура была неэффективной из-за его общей некомпетентности и эксцентричности. В 1940 году Румыния потерпела чувствительное политическое поражение: Бессарабия и Северная Буковина были присоединены к СССР, а часть Трансильвании по Венскому арбитражу отошла к Венгрии. Вскоре после этих событий маршал Йон Антонеску совершил государственный переворот и сместил Кароля II, который опять покинул страну.

## Юность. Вторая мировая война
Вновь взойдя на престол в 19-летнем возрасте, монарх был обречён на роль марионетки Антонеску, не имея фактически никаких полномочий. В это время Румыния активно участвует во Второй мировой войне. 
В августе 1944 года, когда советские войска приблизились к границе Румынии и разгромили немецкие силы в Ясско-Кишинёвской операции, Михай, объединившись с антифашистской оппозицией, приказал арестовать Антонеску с его пронемецкими генералами и объявил войну Германии. После этого в Бухарест вошли советские войска, и на заключительном этапе войны румынская армия вместе с советской сражалась против гитлеровской коалиции на территории Венгрии, а потом в Австрии.
В том же 1944 году была отчеканена монета номиналом 100 румынских лей, на которой был изображён Михай I.

## «Король-комсомолец»
В марте 1945 года в Румынии оказалось у власти правительство, поддержанное Москвой, и два с лишним года Румыния оставалась чем-то вроде социалистической монархии с последующей оккупацией советской армией. Молодого короля прозвали в Москве «король-комсомолец». 6 июля 1945 года Михай был награждён советским орденом «Победа» (№ 16) — как внёсший перелом в соответствующий этап войны (вывод Румынии из лагеря союзников Германии заметно ускорил разгром гитлеровской коалиции).
Награждение состоялось 19 июля в Бухаресте — в большом тронном зале Королевского дворца. Награду вручил Маршал Советского Союза Фёдор Иванович Толбухин. Михай получил эту награду третьим из иностранцев (после Эйзенхауэра и Монтгомери, но до Роля-Жимерского и Тито).
8 ноября 1945 в Бухаресте прошла массовая демонстрация сторонников короля. Произошло столкновение монархистов с коммунистическими группами, полицией и войсками, погибли 11 человек.
30 декабря 1947 коммунистическое правительство вынудило Михая отречься от престола и установило республику, а король Михай и королева-мать Елена Греческая и Датская были вынуждены уехать из страны.
Михай лишился престола последним из трёх монархов восточноевропейских государств, оказавшихся после войны в сфере влияния СССР (после короля Югославии Петра II и царя Болгарии Симеона II).

## В эмиграции
Поселившись в Швейцарии, Михай в 1948 году женился на принцессе Анне Бурбон-Пармской (1923—2016, у монархистов считается королевой Румынии). Принял швейцарское гражданство (как принц Михаил фон Гогенцоллерн-Зигмаринген). Увлёкся авиацией, пилотировал коммерческие самолёты, а затем работал в авиационной компании.
Свержение социалистической власти в Румынии сделало возможным возвращение Михая на родину. Он впервые приехал туда в 1992 году, очень ненадолго и с большим количеством ограничений; республиканское правительство явно опасалось монархического государственного переворота, хотя 71-летний Михай, насколько можно судить, не стремился к возвращению на престол. Лишь в 1997 году, после ухода правительства Иона Илиеску, Михаю вернули румынское гражданство, и он смог вновь приехать в Румынию. Он регулярно посещал страну, но жил в Швейцарии. Права на королевские поместья и замки он уступил республиканскому правительству Румынии за 30 миллионов евро.
В 2005 году, во время торжеств по случаю 60-летия Победы, король Михай, единственный живой кавалер высшего советского военного ордена «Победы» (приехал без ордена), посетил Москву, где Президент Российской Федерации Владимир Путин вручил ему юбилейную медаль «60 лет Победы в Великой Отечественной войне 1941—1945 гг.»
В 2010 году король Михай посетил парад победы в Москве, являясь единственным живым верховным главнокомандующим вооружёнными силами государства во Второй мировой войне.
В 2011 году король Михай объявил о разрыве династических связей с немецким княжеским родом Гогенцоллернов-Зигмаринген, отказался от титула принца этого княжеского дома и объявил о суверенитете румынской королевской ветви, приняв для себя и своей семьи в качестве династической фамилии именование «Румынские».
В день своего 90-летия выступил с речью в Парламенте Румынии.
2 марта 2016 года Михай I объявил о передаче всех полномочий старшей дочери Маргарите после того, как у него была диагностирована хроническая лейкемия.
Скончался 5 декабря 2017 года в своей швейцарской резиденции в Обоне, в возрасте 96 лет. 16 декабря 2017 года в здании бывшего королевского дворца на площади Революции в Бухаресте прошло отпевание и церемония прощания с почившим монархом.

## Брак и дети
Невестой Михая стала Анна Бурбон-Пармская, католичка. Папа римский Пий XII не дал разрешение на брак, поэтому она перешла в православие. 10 июня 1948 года в Афинах состоялась свадьба.
От этого брака родилось пять дочерей:
- Маргарита (кронпринцесса Румынии) (род. 26 марта 1949, Лозанна), замужем за принцем Раду, детей нет. Её наследницей станет её сестра, принцесса Елена Румынская,
- Елена Румынская (род. 15 ноября 1950, Лозанна), от первого брака с британским профессором географии в Даремском университете и сотрудником Организации Объединённых Наций Лесли Робином Медфорт-Миллсом (8 декабря 1942 — 2 февраля 2002) двое детей, развод в 1991 году, от второго брака с Александром Филипсом Никсоном Макатиром детей нет.
- Ирина Румынская (род. 28 февраля 1953, Лозанна), от первого брака с Джоном Крюгером, сыном Торстена Крюгера[швед.], двое детей, развод в 2003 году, от второго брака с Джоном Уэсли Уолкером детей нет.
- София Румынская (род. 29 октября 1957, дворец Татой), вышла замуж за Алена Майкла Леони Бьярне (придумавшего дворянский титул и имя Мишель де Лауфенбург) в 1998 году, развод в 2002 году, одна дочь.
- Мария Румынская (род. 13 июля 1964, Копенгаген), 16 сентября 1995 года вышла замуж за Казимежа Веслава Мыстковского (род. 13 сентября 1958 года), польского дворянина из семьи Мыстковских[англ.] и компьютерного инженера. Брак бездетный.

В 1997 году Михай единолично изменил законодательство румынского королевского дома, допустив женщин к престолонаследию (в семье Гогенцоллернов традиционно был принят салический закон) и провозгласил старшую дочь Маргариту кронпринцессой Румынии.

## Память
Имя Михая I, в числе других, высечено на Мемориальной доске в честь кавалеров ордена «Победа», установленной в Большом Кремлёвском дворце.
25 октября 2012 года на площади короля Михая I в Бухаресте был открыт памятник Михаю I.
19 декабря 2017 часть улицы Шоссе Киселёва в Бухаресте от Триумфальной арки до Парка Киселёва была названа его именем, также в его честь был переименован парк Херэстрэу.
25 октября 2021 года в городе Синая была открыта статуя Михая I.